# Чжунтун
Чжунту́н (кит. трад.: 中統; піньїнь: Zhōngtǒng) — девіз правління в 1260—1264 роках імператора Хубілая династії Юань. Значення — «Серединне управління».

## Таблиця років
| Роки Чжунтун            | 1    | 2    | 3    | 4    | 5    |
| Григоріанський календар | 1260 | 1261 | 1262 | 1263 | 1264 |
| Шістдесятирічний цикл   | 庚申 | 辛酉 | 壬戌 | 癸亥 | 甲子 |

## Співвідношеня з іншими девізами
| Династія Юань         | Роки Чжунтун | 1 | 2 | 3 | 4 | 5 |
| Династія Південна Сун | Роки Цзіндін | 1 | 2 | 3 | 4 | 5 |